# Skull Island (Fernsehserie)
Skull Island ist eine US-amerikanische Animationsserie, die von Brian Duffield entwickelt wurde. Sie stellt den fünften Teil und die erste Fernsehserie des MonsterVerse-Franchise dar und dient als Fortsetzung des Films Kong: Skull Island von 2017. Die Serie feierte am 22. Juni 2023 auf Netflix Premiere.

## Inhalt
In den 1990er Jahren begibt sich eine Gruppe von Entdeckern auf eine Rettungsmission, um ein junges Mädchen zu bergen, das mitten im Ozean gestrandet ist. Dabei erleiden sie Schiffbruch und finden sich auf der gefährlichen Skull Island wieder. Gemeinsam kämpfen sie ums Überleben auf dieser mysteriösen Insel, die von riesigen prähistorischen Kreaturen und Monstern bewohnt wird.

## Produktion
Januar 2021 wurde bekannt gegeben, dass eine Fortsetzung des MonsterVerse in Form einer animierten Fernsehserie in Entwicklung ist. Brian Duffield wurde als Autor, Schöpfer, Executive Producer, Regisseur und Showrunner engagiert, während Jacob Robinson ebenfalls als Executive Producer fungiert. Das Projekt ist eine gemeinsame Produktion von Legendary Television, Powerhouse Animation und Tractor Pants Productions und wurde exklusiv für Netflix produziert.

## Synchronisation
Die deutschsprachige Synchronisation entsteht unter der Dialogregie und dem Dialogbuch von Daniel Köberl bei der FFS Film- & Fernseh-Synchron GmbH in München.
| Rolle       | Originalsprecher | Deutsche Sprecher      |
| ----------- | ---------------- | ---------------------- |
| Charlie     | Nicolas Cantu    | Malte Wetzel           |
| Annie       | Mae Whitman      | Zina Laus              |
| Mike        | Darren Barnet    | Sebastian Kempf        |
| Cap         | Benjamin Bratt   | Mike Carl              |
| Irene       | Betty Gilpin     | Angela Wiederhut       |
| Sam         | Phil LaMarr      | René Oltmanns          |
| Islander    | Tania Gunadi     | Kerstin Julia Dietrich |
| Lara (jung) | Maggie Lowe      | Sarah Tkotsch          |
| Zip         | Allen Maldonado  | Claudio Maniscalco     |

## Episodenliste
Die komplette Serie wurde am 22. Juni 2023 auf Netflix sowohl im Original als auch auf Deutsch erstveröffentlicht.
| Nr. (ges.) | Nr. (St.) | Deutscher Titel                                 | Originaltitel                                  | Regie                          | Drehbuch       |
| ---------- | --------- | ----------------------------------------------- | ---------------------------------------------- | ------------------------------ | -------------- |
| 1          | 1         | Gefährliche Gewässer                            | Maritime Pilot                                 | Danny Araya                    | Brian Duffield |
| 2          | 2         | Der letzte weiße Fleck auf der Karte            | The Last Blank Space on the Map                | Julie Olson, Amanda Sitareh B. | Brian Duffield |
| 3          | 3         | Auf der Jagd                                    | What’s Up, Croc?                               | Danny Araya                    | Brian Duffield |
| 4          | 4         | Frühstück klingt gut                            | Breakfast Fit for a Kong                       | Amanda Sitareh B.              | Brian Duffield |
| 5          | 5         | Guter Hund                                      | Doggone It                                     | Danny Araya                    | Brian Duffield |
| 6          | 6         | Zeit der Zärtlichkeit                           | Terms of Endearment                            | Amanda Sitareh B.              | Brian Duffield |
| 7          | 7         | Du bist kein König, du bist nur ein dummes Tier | You’re Not a King, You’re Just a Stupid Animal | Danny Araya                    | Brian Duffield |
| 8          | 8         | So fängst du nie einen Affen                    | You’ll Never Catch a Monkey That Way           | Amanda Sitareh B.              | Brian Duffield |

## Rezeption
Auf der Website Rotten Tomatoes bekam die Serie eine Durchschnittswertung von 70 % bei 17 veröffentlichten Kritiken. Das Publikum selbst gab im gleichen Medium eine Wertung von 82 %. IGN bewertete die Serie mit 5 von 10 Punkten. Joey Rambles von Cultured Vultures gab 7,5 von 10 Punkten und schrieb: „Mit unterhaltsamen Charakteren, packender Action und prächtigen Visuals ist 'Skull Island' eine hochenergetische Achterbahnfahrt, die ihren gewichtigen Titel sowie ihren Platz im 'MonsterVerse' verdient.“